# Johnny Burnette
Johnny Burnette (Memphis, 25 de março de 1934 - Clearlake, 14 de agosto de 1964) foi um pioneiro do rockabilly de Memphis, Tennessee.

## Biografia
Nascido John Joseph Burnette, cresceu com seu pai Dorsey Burnett Jr e sua mãe Willie May ao lado de seu irmão Dorsey Burnette em um conjunto habitacional em Lauderdale Courts of Memphis no período de 1948 a 1954 foi também o lar de Gladys E Vernon Presley e seu filho Elvis, que mais tarde seria o Rei do Rock Elvis Presley. Em 1956, segundos relatórios confirmavam que Johnny frequentava a Humes High School ao lado de Elvis Presley, o que mais tarde foi desmentido, Johnny de fato frequentava o Santíssimo Sacramento Parochial School, depois de concluir a oitava série, Burnette foi encaminhado a High School católica em Memphis. Lá ele mostrava seus dotes no esporte, entrando para o time de beisebol jogando como linebacker. Bunette foi pugilista amador e tornou-se ''Luvas de Ouro'' dos Campeões, Depois de sair do ensino médio, Burnette seguiu a carreira de boxeador profissional, mas depois de uma briga por causa de 60 dólares, ele teve o nariz quebrado, mais tarde teve um encontro com Norris Ray, e ofereceu um salário máximo de US $ 150, daí Burnette decidiu sair do ringue. Johnny foi trabalhar nas barcas que atravessam o rio Mississippi, onde Dorsey Burnette (seu irmão) também trabalhou, exerceu principalmente como um deck de mão enquanto Dorsey trabalhou como um óleo. Depois do trabalho que iriam voltar para Memphis, onde iria realizar essas e outras músicas em bares locais, com uma grande variada de acompanhantes, incluindo outro ex-Golden Gloves nomeado campeão Paul Burlison, quem Dorsey tinha encontrado em um torneio de boxe amador no Memphis, em 1949.

## Carreira
No começo dos anos 50, Burnette ao lado de seu irmão e Paul Burlison, formou o grupo Rhythm Rangers, Johnny ficou nos vocais, Dorsey tocava baixo e Paul tocava guitarra, em 1956 o trio se mudou para Nova York e juntos conseguiram uma audição no Ted Mack Original Amateur Hour, competiram três vezes, chegando a final e garantindo assim um contrato na gravadora Coral Records, ganhando o nome Johnny Burnette Rock and Roll Trio. Como presente ganharam um gerente bandleader Henry Jerome, um baterista chamado Tony Austin e o primo de Carl Perkins. Tornando-se os criadores da palavra "Rockabilly".
Eles apareceram nos eventos Dick Clark's New Year's Rockin' Eve 's American Bandstand , Steve Allen ' s Tonight Show e Perry Como 's Kraft Music Hall, em conjunto na turnê de verão com Carl Perkins e Gene Vincent. Apesar de toda essa atividade, no entanto, os três singles que foram lançados durante este período não conseguiram fazer as paradas nacionais, no mesmo ano, no meio de tantas brigas, Dorsey deixou o grupo, assim Johnni Black e seu irmão Bill Black (baixista do Elvis Presley) foram rapidamente recrutados para preencher o lugar de Dorsey. Apesar da aparência de filme e mais três singles e um LP de lançamento, o grupo não conseguiu alcançar qualquer sucesso nas paradas. O Rock and Roll Trio oficialmente foi desfeita no Outono de 1957.
Quando mudou-se para a Califórnia nos anos 60, Burnette junto com um amigo Joe Campbell, deixou tudo para trás, então chamou seu irmão Dorsey, junto com Paul, e tentaram novamente ressuscitar o Rock and Roll Trio, ambos se juntaram novamente, porém Dorsey decidiu retornar a Memphis e continuar trabalhando como eletricista para pagar as dívidas da família. Assim os Burnettes e Campbell obtiveram sucesso na música, Ricky Nelson conseguiu emplacar alguns sucessos, como "Dreamin" e "You're Sixteen", seguidos por "Little Boy Sad", a gravadora Imperial Records cooperou com a gravação de algumas canções que os irmãos Burnettes compuseram, um dos sucessos foi "Hip Shakin 'Baby" dos irmãos e isso os levou a assinar um contrato de gravação com a Imperial Records como duo. Na Califórnia, conheceram Buck Owens e o Buckaroosbaixista e artista solo Doyle Holly. Holly tocou guitarra baixo por um curto período de tempo com a banda. Em 1958, eles lançaram um disco independente porém não emplacou nos sucessos, após o fracasso os Burnettes continuaram na música, relançando como compositores, e em 1961 lançaram dois singles. Em 1958, Johnny relançou carreira solo com a Freedom Records lançando vários singles. Em 1959, Burnette se desligou da Freedom Records e lançou suas músicas com outro produtor Snuff Garrett emplacando muitos hits sendo um grande sucesso com a Liberty Records.
Em 1962, Burnette fechou com a Chancellor Records, que tivera sucesso com Frankie Avalon no mesmo ano, Johnny lançou três singles, mas nenhum deles foram hits. Um ano depois saindo da Chancellor foi para a Reprise Records juntamente com Dorsey ambos lançaram "Hey Sue" um ano antes havia fechado contrato com a Capitol Records, a primeira gravação de Johnny foi lançada em 23 de julho de 1963 ficando na gravadora até 1964.
Assim que se contrato com a Capitol acabou, Johnny seguiu produzindo seu próprio selo, em julho de 1964, "Fountain of Love" / "What A Summer Day" (Sahara 512), Quando foi informado de que o nome Sahara já havia sido tomado, ele renomeou o rótulo de Lâmpada Mágica e um single diferente "Bigger Man" / "Less Than A Heartbeat" (Lâmpada Mágica 515) foi lançado.

## Morte
A carreira de Johnny Burnette teve um fim abrupto quando morreu afogado aos 30 anos em um acidente de barco, em 14 de agosto de 1964, em Clear Lake. Ele está enterrado no Forest Lawn Memorial Park Cemetery em Glendale, Califórnia, ao lado do seu irmão Dorsey Burnette, que faleceu em 1979 de ataque cardíaco, e de seus pais.

## Legado
Seu nome e seu talento como compositor ganharam proeminência novamente quando Ringo Starr lançou uma versão de "You're Sixteen" em 1973.